# Asíndeton
L'asíndeton és la supressió de conjuncions que servirien usualment d'enllaç (especialment conjuncions copulatives). Amb aquest recurs literari es vol donar la sensació de rapidesa, vivesa, etc., majoritàriament en un vers.
És l'oposat del polisíndeton.

## Exemple
Veieren l'home anorreat, desfet, tancat, blasmat, privat de l'aire l'envolta.